# Аба (приток Томи)
Аба́ — река в Кемеровской области России, левый приток Томи (Верхнеобский бассейновый округ).
Длина реки составляет 71 км, площадь водосбора — 867 км². Максимальные расходы воды — 180—240 м³/с, минимальные — 0,49 м³/с (зимняя межень) и 0,27 м³/с (летняя межень).
Берёт начало в Киселёвске на склонах Тырганского плато, протекает через Прокопьевск, Новокузнецк (Куйбышевский район и Центральный район) и впадает в Томь слева на 580 км от устья. Высота устья около 192 м над уровнем моря. В бассейне реки месторождения угля — Араличевское, Бунгурское, Прокопьевское, Киселёвское.

## Топонимика
Есть несколько толкований происхождения названия:
- Гидроним образован от южносамодийского Аба — «вершина горы», «хребет с вечными снегами», «скальное ущелье» и южносамодийского географического термина «бу» — «река». Тогда Аба (из абу) — «река, текущая с вершины». Это не соответствует действительности. Аба течёт по холмистой равнине, а начало берёт в болотистой местности, в черте города Киселёвска;
- Шорцы, а вслед за ними и русские, связывают название реки с шорским «аба» — «отец, старший брат». Тогда Аба — «река отца» или «река старшего брата»;
- Считают также, что название дано по имени шорского рода Аба-Кижи, который проживал в бассейне реки в течение десятилетий. Однако в этом случае не исключено, что род получил своё имя по названию реки;
- Видимо, название образовано от индоевропейского (иранского) «аба» (об, оп) — «река», «вода». Предки шорцев могли усвоить название через посредство южносамодийцев и кетов в форме Аба, по сходству звучания переосмыслив его и сблизив со своим «Аба» — «отец», «старший брат».

## Притоки
Притоки от устья к истоку (указано расстояние от места впадения до устья):
- 13 км: Бунгур
- 16 км: Шарап 2-й
- Крубизок
- 25 км: Шарап
- Ганина
- Бучило
- 38 км: Киня
- Каменка
- 41 км: Маганак
- 56 км: Тайба
- Карагайла
- Бол. Топки
- Тайда

## Экология
Речка сильно загрязнена — мутный поток серо-грязного цвета и отвратительного запаха. Лидер по степени загрязнённости в черте Новокузнецка, поскольку является приёмником неочищенных стоков основных загрязнителей — предприятий ЕвразЭК. К тому же Аба вбирает в себя стоки Прокопьевска и Киселёвска, в результате чего сильно загрязнена сточными водами предприятий горнодобывающей промышленности, хозфекальными стоками.
Среднегодовые концентрации вредных веществ составили: по взвешенным веществам — 96,6 мг/л, азоту аммонийному — 0,99 мг/л (19,8 ПДК), фенолам — 0,004 (4 ПДК), нефтепродуктам — 0,09 (1,8 ПДК). Максимальные уровни концентрации достигают по взвешенным веществам — 274,4 мг/л, азоту аммонийному 47 ПДК, нефтепродуктам — 5,8 ПДК, по фенолам 4 ПДК.
Высокий уровень загрязнения препятствует зимнему ледоставу даже при значительных отрицательных температурах. Поэтому, несмотря на загрязнение Абы, в районе кинотеатра «Октябрь», на реке зимуют утки, ставшие местной достопримечательностью. Кормление уток в районе площади Маяковского (пересечение проспекта Металлургов и улицы Орджоникидзе), джаз-клуба «Геликон» (ул. Орджоникидзе — ул. Покрышкина) и кафе «Колос» (пересечение проспектов Металлургов и Пионерского) является одним из развлечений местных жителей.

## Мосты
По направлению к истоку:

В Новокузнецке (включая небольшие мостики 18):
- Ул. Ноградская (ул. Запорожская);
- Ул. Филиппова (пешеходный);
- Проспект Кузнецкстроевский;
- Ул. Орджоникидзе;
- Проспект Металлургов;
- Ул. 25 лет Октября, «Горбатый» мост (пешеходный);
- Проезд Казарновского (пешеходный);
- Ул. Курако;
- Трамвайный (выезд из трамвайного депо №1);
- Ул. Куйбышева;
- Ул. Переездная (пешеходный);
- Ул. 1 Мая (Куйбешевский мост[8]);
- Ул. Даурская;
- Ул. Гончарова;

В пос. Калачёво:
- Дорога 32К-2;
- Пер. Россиийски (пешеходный);
- Ул. Заречная (2 пешеходных моста);
- Ул. Майская (пешеходный);
- Ул. Майская;
- НКАД.

В Прокопьевске:
- Ул. Главная;
- Ул. Литвинова;
- Ул. Площадка Мясокомбината;
- Ул. Артельная;
- Ул. Районная;
- Ул. Калачёвская;
- Ул. Кубанская;
- Ул. Городская;
- Ул. Деповская;
- Ул. Варшавянка.

В Киселёвске:
- Ул. Линейная.

## Галерея

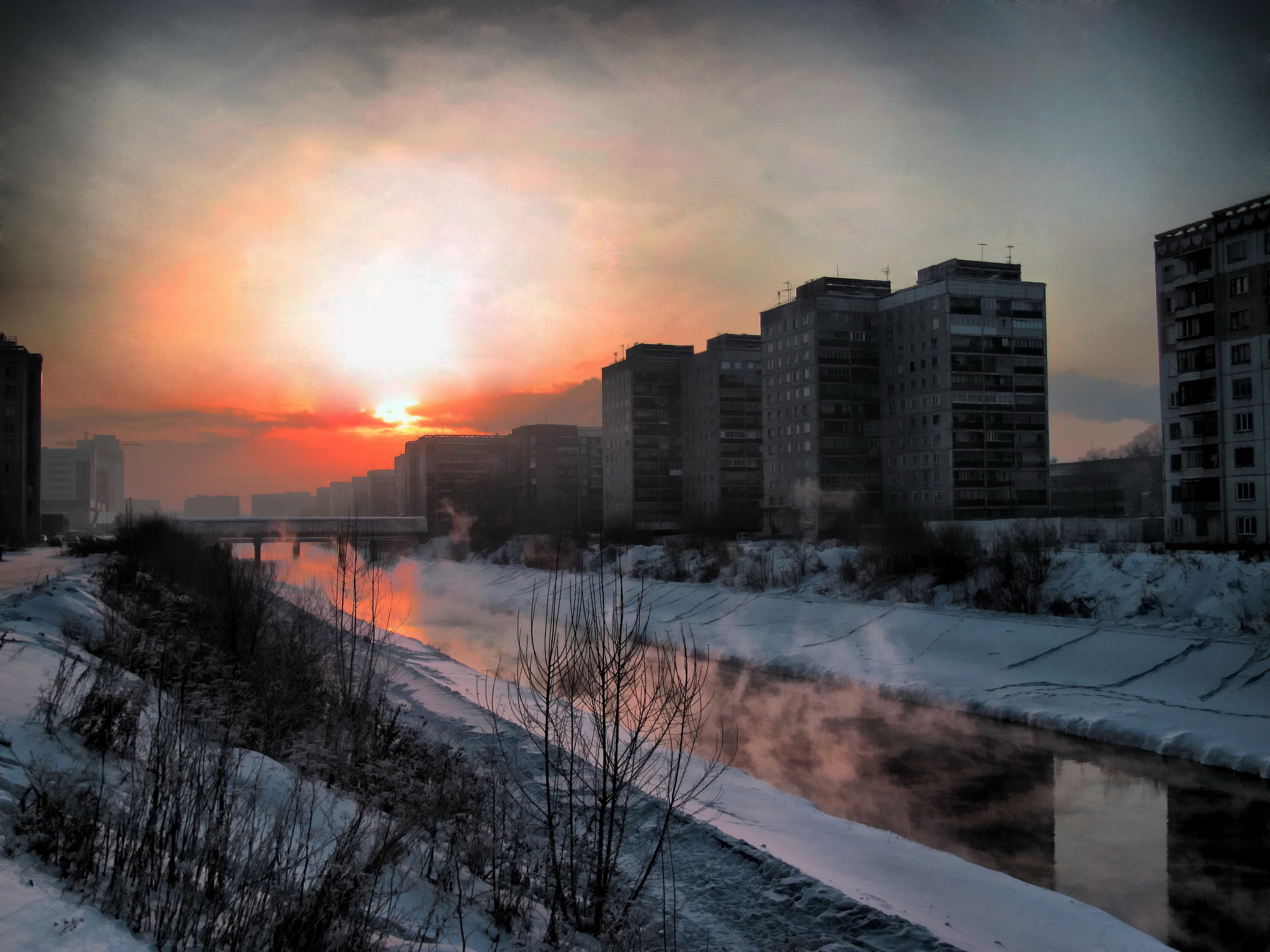
Аба в Новокузнецке
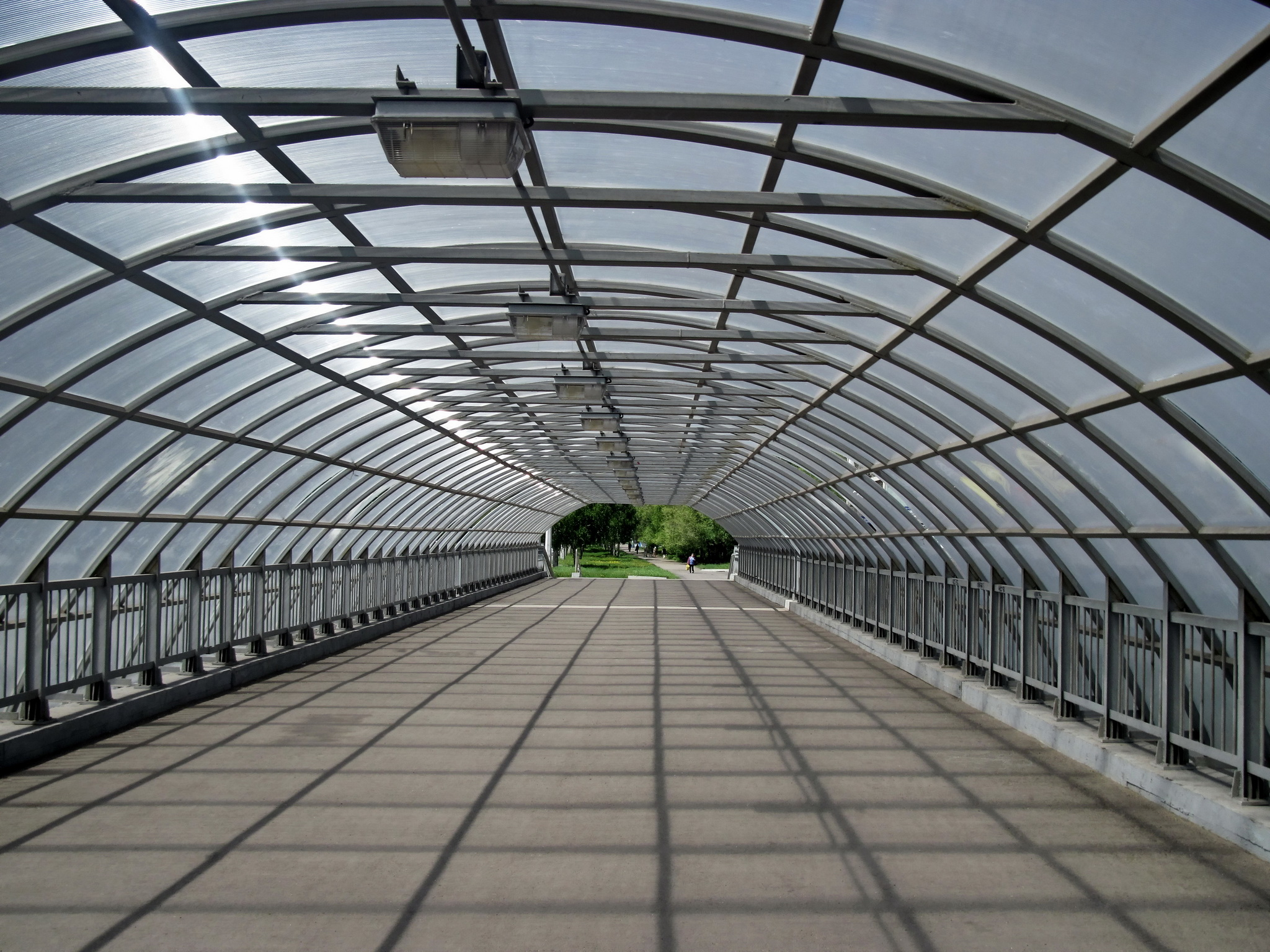
Пешеходный мост через Абу в Новокузнецке
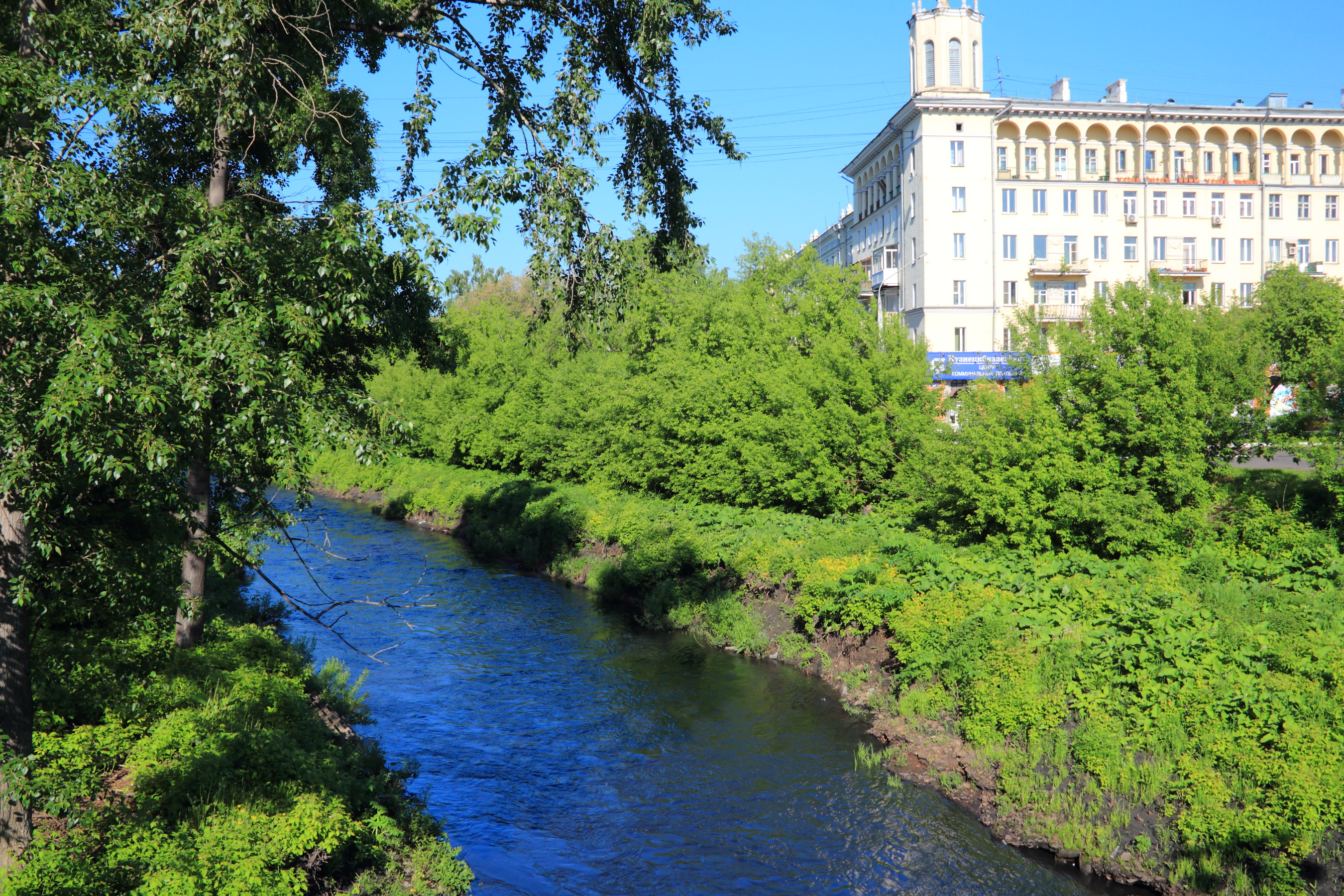
Участок естественного русла в черте Новокузнецка (пр. Металлургов)
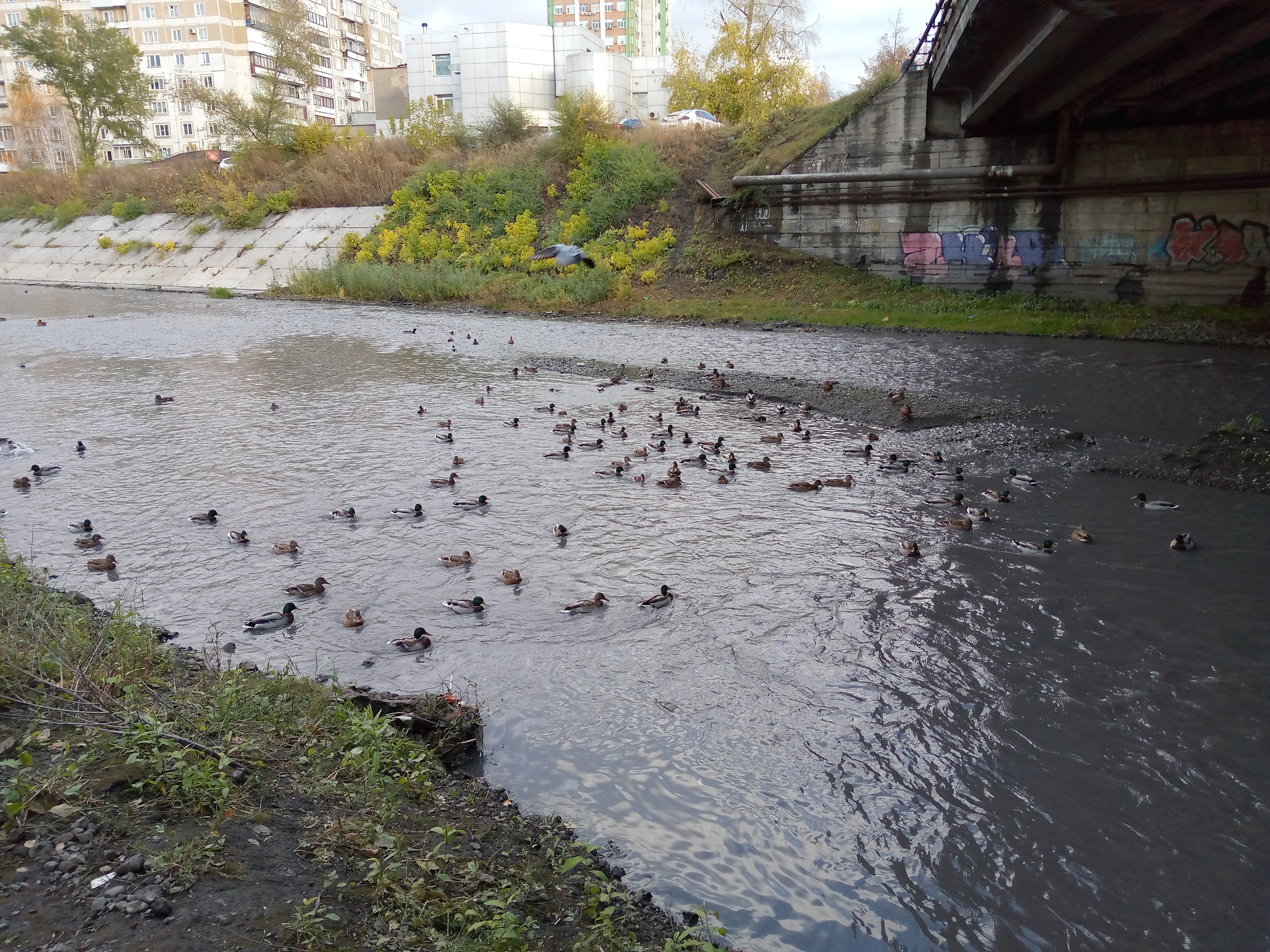
Утки на Абе в Новокузнецке